# New Sharon (Maine)
New Sharon – miasto w Stanach Zjednoczonych, w stanie Maine, w hrabstwie Franklin.